# Mulá

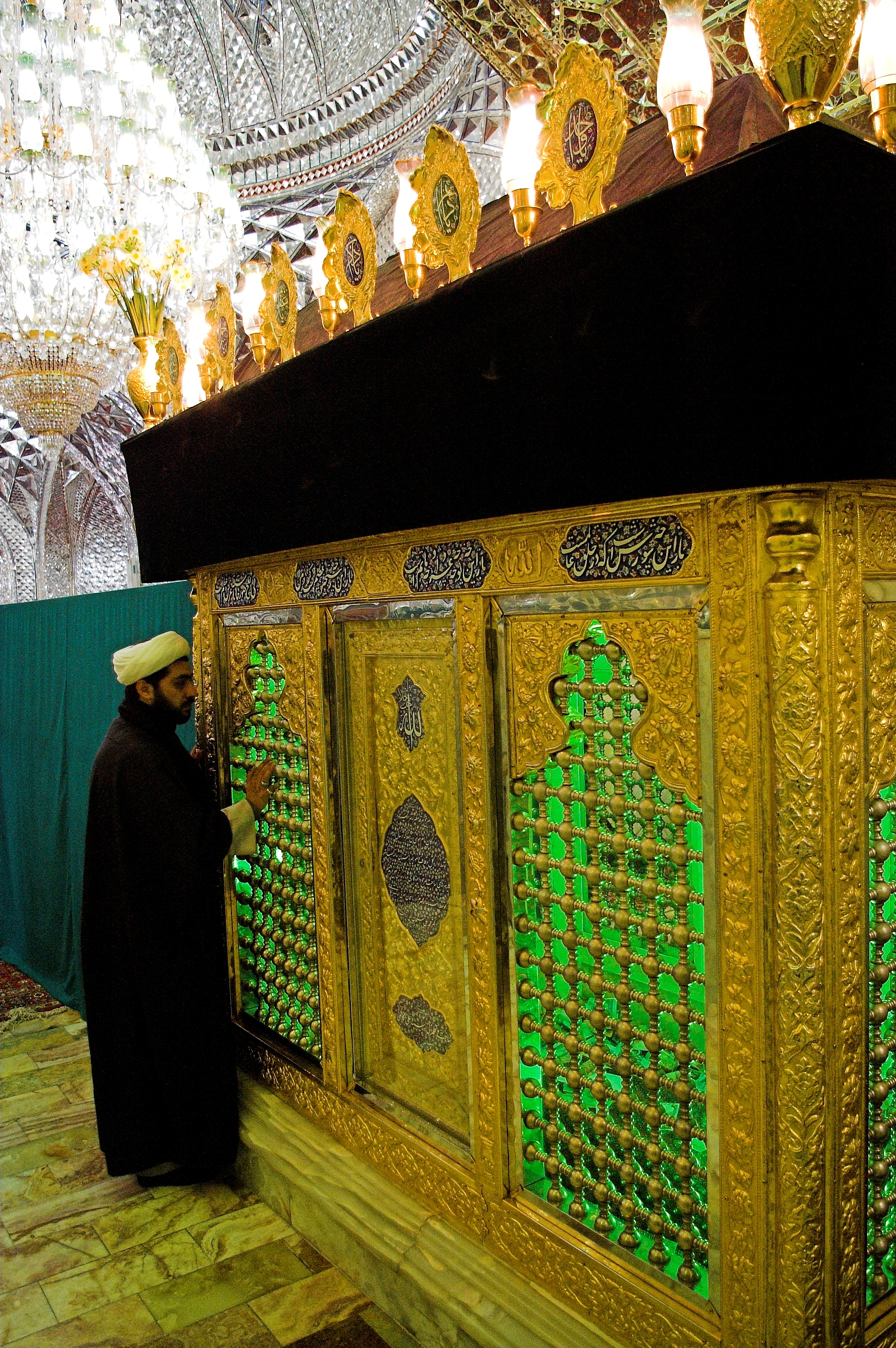
Um mulá orando em Tabriz, Irã.

Mulá (em árabe: ملا) é geralmente usado para se referir a um homem muçulmano, educado na teologia islâmica e na lei sagrada. O título, dado a alguns clérigos islâmicos, é derivado da palavra مَوْلَى mawlā, que significa "vigário", "mestre" e "guardião". Em grande parte do mundo muçulmano, particularmente o Irã, Azerbaijão, Bósnia, Afeganistão, Turquia, Ásia Central, na Somália e no Sul da Ásia, é o nome comumente dado aos clérigos islâmicos locais ou líderes de mesquitas.
O título também tem sido usado em algumas comunidades judaicas sefarditas para se referir à liderança da comunidade, especialmente a liderança religiosa.
Entende-se principalmente no mundo muçulmano como um termo de respeito para um homem educado.